# Egzekucja Ludwika XVI

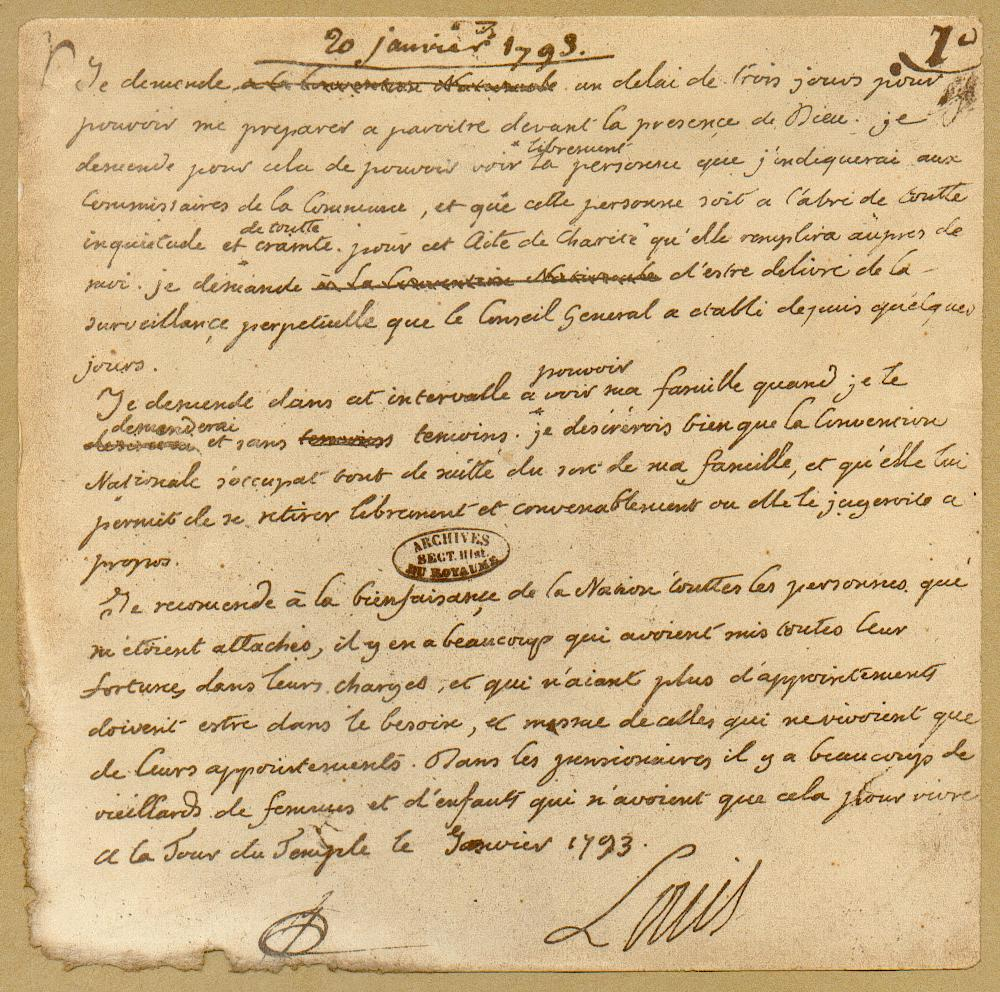
List Ludwika XVI do Konwentu Narodowego z prośbą o trzydniową zwłokę na przygotowanie się do śmierci, przesłany 20 stycznia 1793 – prośbę odrzucono

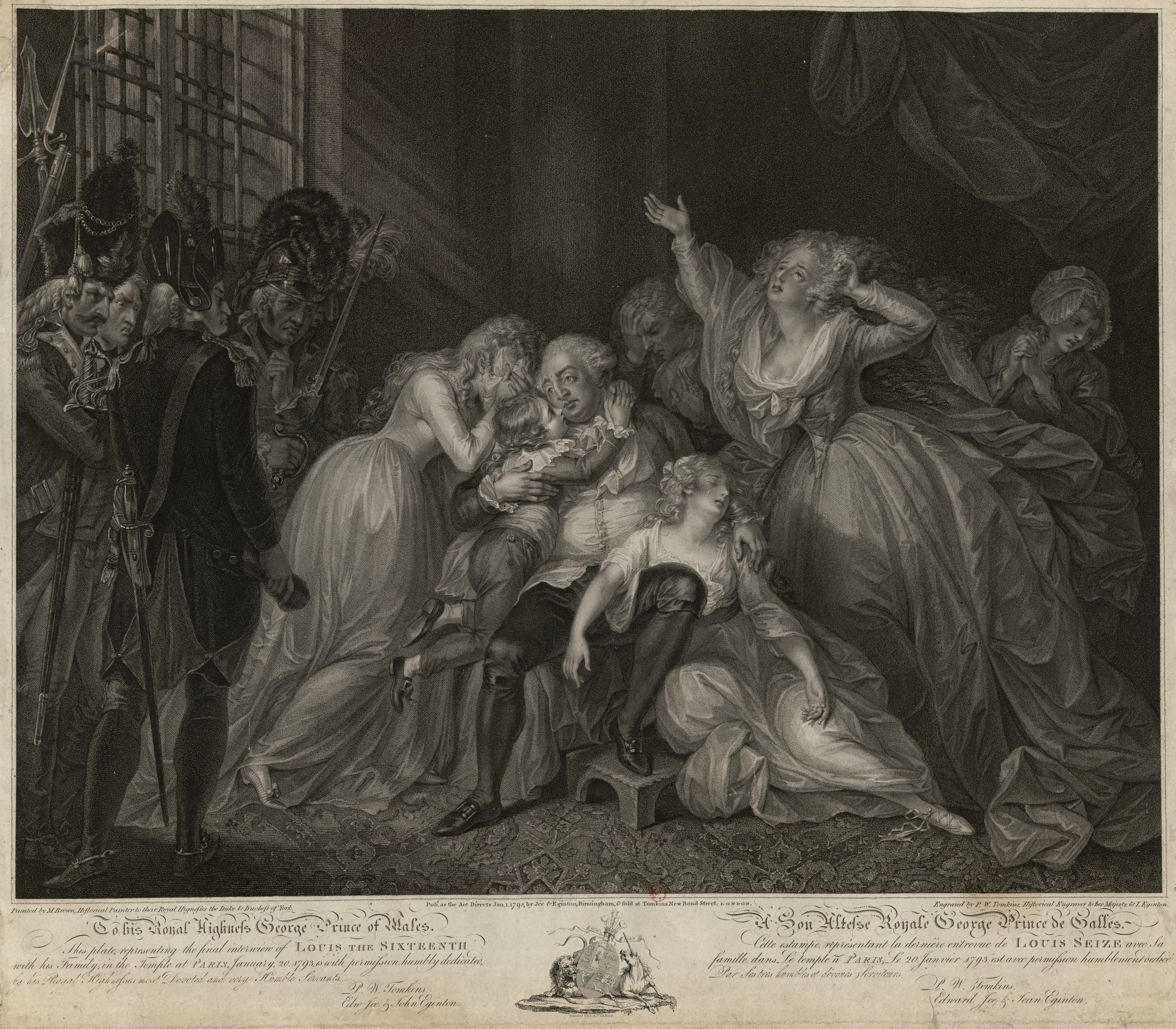
Ostatnia rozmowa Ludwika XVI z rodziną – rycina z 1795

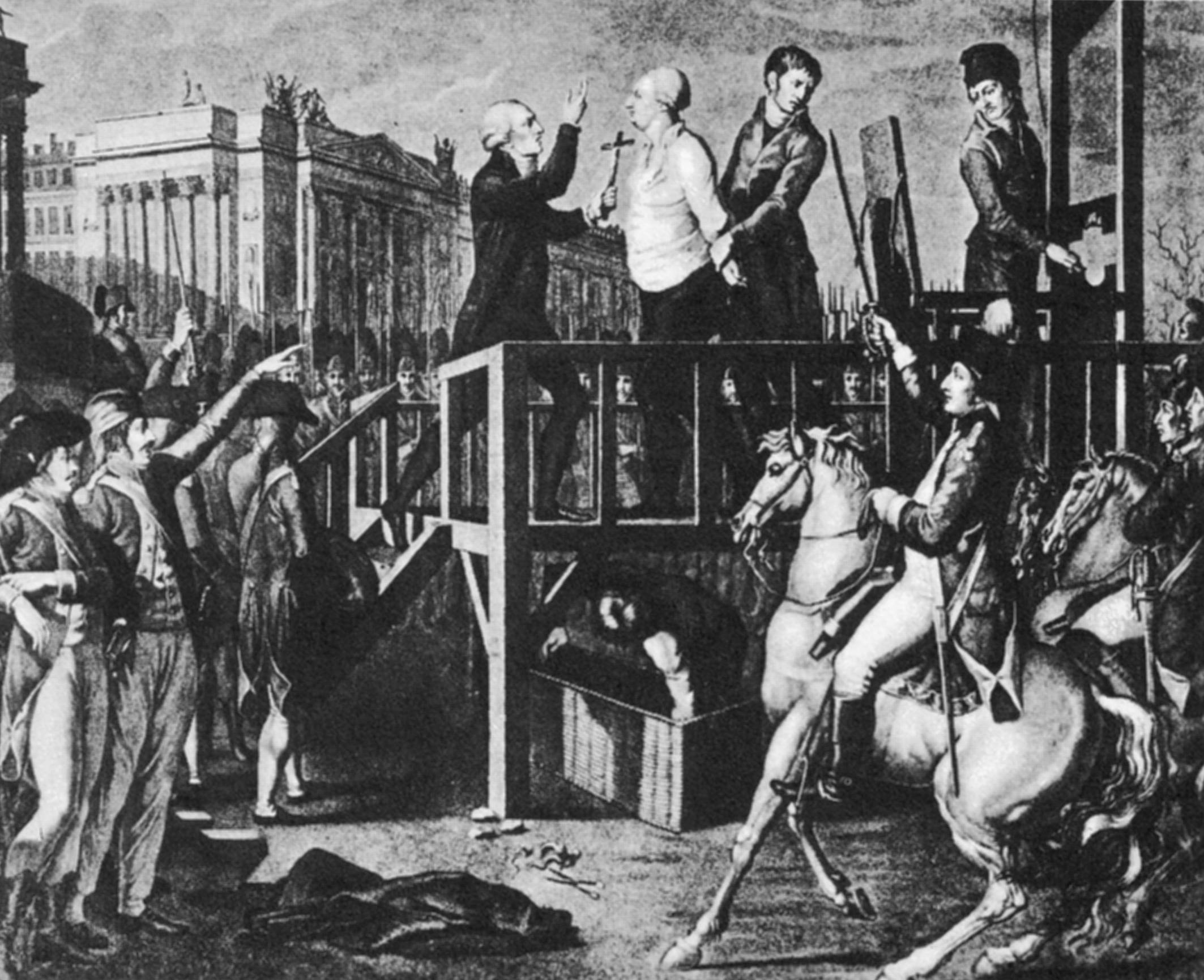
Ksiądz Edgeworth de Firmont udziela Ludwikowi XVI ostatniego sakramentu – rysunek z 1793

Egzekucja Ludwika XVI – miedzioryt z 1793

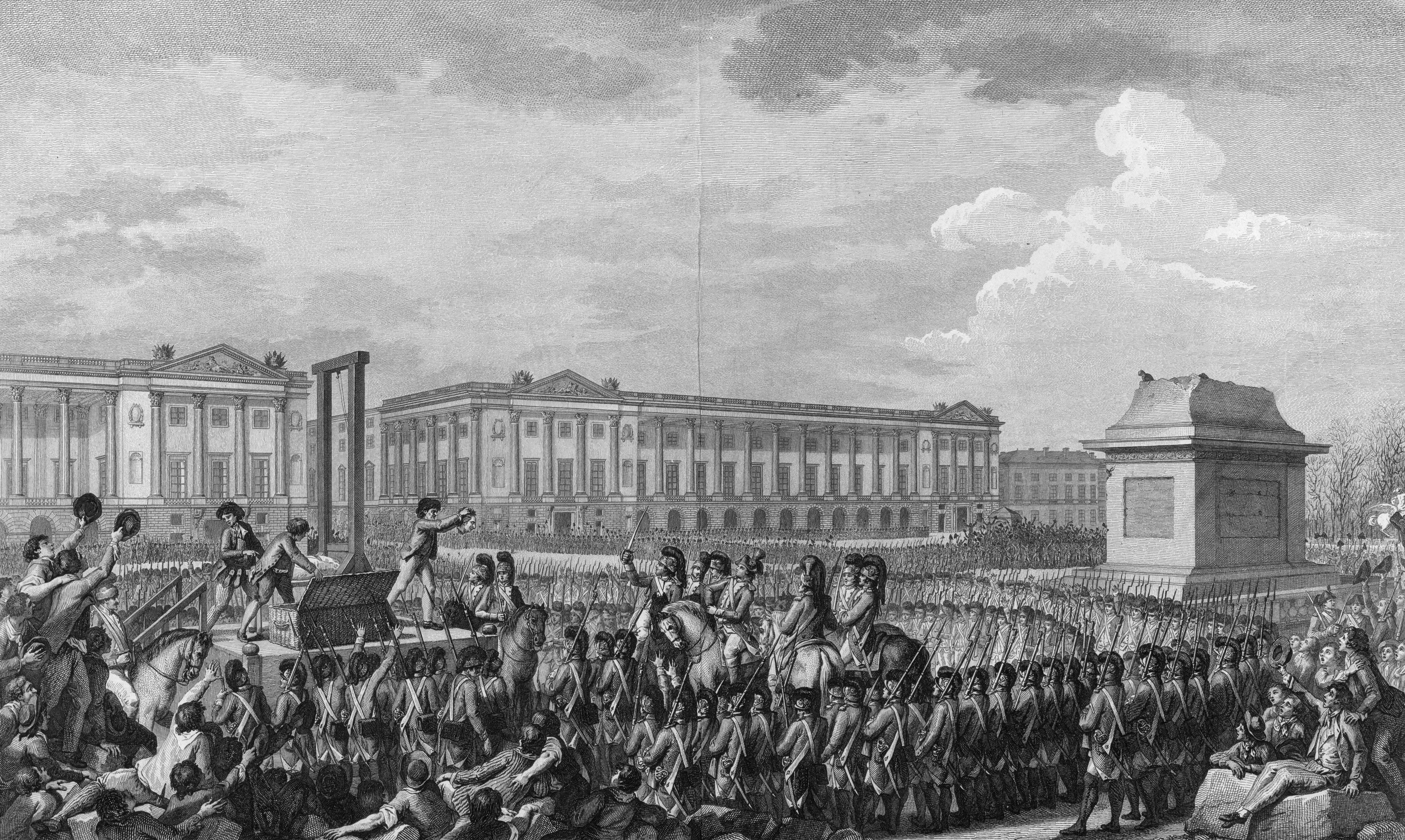
Egzekucja Ludwika XVI – rycina z 1794

Egzekucja Ludwika XVI poprzez ścięcie za pomocą gilotyny, odbyła się 21 stycznia 1793 na Placu Rewolucji w Paryżu – było to najważniejsze wydarzenie trwającej od 1789 Wielkiej Rewolucji Francuskiej. Do egzekucji byłego króla Francji Ludwika XVI doszło w wyniku procesu „Obywatela Kapeta” w grudniu 1792 przed Konwentem Narodowym, który zdecydowaną większością głosów 15 stycznia 1793 skazał Ludwika na śmierć.

## Przed egzekucją
Ludwik dowiedział się o wyroku 17 stycznia o 9:00, będąc uwięzionym w paryskiej twierdzy Temple, reagując na to słowami:

Śmierć mnie nie przeraża, mam ogromne zaufanie do Bożego miłosierdzia.

 Zażądał, by przyniesiono mu z biblioteki książkę o historii Anglii i czytał uważnie opis egzekucji króla Anglii i Szkocji Karola I Stuarta w 1649. Były król, słysząc od swojej świty usługującej mu w niewoli o nadziei na zawieszenie egzekucji czy ludowej rewolcie, która go uwolni, kilka razy powtarzał stanowczo, że ich sobie nie życzy, bo byłoby przez to tylko więcej ofiar. Wyraził natomiast żal, że książę Orleanu – teraz już obywatel Philippe Égalité – jako poseł Konwentu oddał swój głos za wyrokiem śmierci. Co ciekawe obywatel Égalité i tak stanął przed sądem i został ścięty w listopadzie 1793.  
Urzędowa notyfikacja wyroku nastąpiła w niedzielę, 20 stycznia o godzinie 14:00. Dekrety Konwentu odczytano Ludwikowi, który w odpowiedzi domagał się od Konwentu trzydniowej zwłoki na przygotowanie się do śmierci, swobodnego kontaktu z wybranym przez siebie księdzem i z rodziną oraz zniesienia nieustannego nadzoru. W odpowiedzi Konwentu o 18:00 wyrażono zgodę na kontakt z księdzem i rodziną, odmówiono w sprawie odroczenia egzekucji. Wraz z odpowiedzią Konwentu, przybył do twierdzy Temple ksiądz Edgeworth de Firmont – król zamknął się z nim do godziny 20:00. Później zeszła do niego rodzina, której nie widział od 11 grudnia, i rozmawiał z nią bez świadków. Z relacji córki Ludwika Madame Royale wiadomo, że opowiedział dokładnie przebieg swego procesu, udzielał ostatnich wskazań delfinowi (kazał mu „wybaczyć tym, którzy posłali go na śmierć”), pobłogosławił dzieci. Odmówił, gdy żona Maria Antonina proponowała, że spędzą z nim całą tę ostatnią noc, dał do zrozumienia, że potrzebuje spokoju. Pożegnał rodzinę o 22:15, zjadł kolację i zamknął się ze spowiednikiem. Zasnął po północy i spał do piątej rano. Ksiądz de Firmont odprawił mszę o szóstej rano, Ludwik przyjął komunię. 
O godzinie 9:00 przyszła grupa funkcjonariuszy i dziesiątka gwardzistów. Ludwik wręczył jednemu z nich swój testament, prosząc o oddanie dokumentu Marii Antoninie. W zakrytym powozie umieszczono króla wraz ze spowiednikiem i dwoma oficerami, gwardzistą narodowym i żandarmem. Król czytał psalmy z brewiarza księdza de Firmonta. Powóz otaczała bardzo silna eskorta; na drodze przejazdu stał gęsty szpaler gwardzistów z karabinami i pikami. Na bulwarze Bonne-Nouvelle grupka ludzi usiłowała poderwać tłum do ratowania króla, ale bez efektu. Droga na Plac Rewolucji trwała ponad godzinę.

## Egzekucja
Szafot stał blisko postumentu obalonego pomnika króla Ludwika XV, wokół gilotyny spora pusta przestrzeń i czworobok gwardzistów. Dalej wielki tłum ludzi. Dziennik Révolutions de Paris tak opisał egzekucję: 

Po przybyciu na plac Rewolucji [Ludwik] wysiadł z powozu. Natychmiast został przekazany w ręce kata; sam zdjął frak i krawat, został w zwykłej kamizelce z miękkiej białej wełny. Nie chciał, by mu podcinano włosy, a przede wszystkim by go wiązano; kilka słów wypowiedzianych przez spowiednika wnet go przekonało. Wszedł na szafot, postąpił ku lewemu brzegowi, z twarzą mocno zaczerwienioną spoglądał przez kilka chwil na całe otoczenie i zapytał, czy dobosze nie przestaną bić w bębny. Chciał się wychylić i przemówić, wiele głosów wykrzyknęło do egzekutorów – było ich czterech – by wykonali swoje zadanie. Niemniej, gdy zaczęto go przywiązywać, powiedział wyraźnie te słowa: „Umieram niewinnie, przebaczam mym wrogom, pragnę, by moja krew przyniosła pożytek Francuzom i 
uśmierzyła gniew Boga”.

 Głowę króla kat Charles Henri Sanson okazał ludowi. Egzekucja dokonała się w poniedziałek 21 stycznia 1793 o godzinie 10:22. 

Zwłoki przewieziono na cmentarz świętej Magdaleny. Akt pogrzebu, podpisany przez dwóch funkcjonariuszy władz paryskich oraz proboszcza i dwóch wikariuszy parafialnego cmentarza, stwierdzał, że oddział pieszych żandarmów złożył na cmentarzu: 

[...] trupa Ludwika Kapeta, który, jak stwierdziliśmy, miał wszystkie członki w całości, ale głowa była oddzielona od tułowia. Zauważyliśmy, że włosy z tyłu głowy zostały ostrzyżone i że trup był bez krawata, fraka i trzewików. Poza tym ubrany był w koszulę, pikowany kaftan w kształcie kamizelki, spodnie z szarego sukna i parę pończoch z szarego jedwabiu. Tak ubrany został złożony do trumny, którą spuszczono do fosy i natychmiast przykryto.

 18 marca 1793 urzędnik stanu cywilnego wypełnił formularz aktu zgonu: 

Ludwik Kapet, zawód: ostatni król Francuzów, wiek: 39 lat, urodzony w Wersalu, parafia Notre-Dame, zamieszkały: w Paryżu, wieża Temple, mąż Marii Antoniny Austriackiej.

 Protokół Komuny Paryża z 30 września 1793 mówi o spaleniu zabranej z twierdzy Temple garderoby Ludwika Kapeta na placu przed Ratuszem.